# 怒江川木香
怒江川木香（学名：Dolomiaea salwinensis）为菊科川木香属的植物，为中国的特有植物。分布于中国大陆的云南等地，生长于海拔2,900米至3,500米的地区，多生在山坡林缘以及草地，目前尚未由人工引种栽培。